# Le Versoud
Le Versoud est une commune française située dans le département de l'Isère en région Auvergne-Rhône-Alpes.
En 2018, la commune est labelisée « Ville Prudente », pour son engagement pour la prévention et la sécurité routières,. Les habitants de la commune sont dénommés les Bédouins,.

## Géographie

### Situation et description
Le Versoud se situe dans la vallée du Grésivaudan. Son code postal est 38 420. Sa latitude est 45°13'01 nord et sa longitude est 05°51'46 est. L'altitude minimale est de 216 mètres et le maximum est de 441 mètres.
Située à 15 km de Grenoble dans la vallée du Grésivaudan, Le Versoud s'étend sur une surface de 632 hectares entre la rive gauche de l'Isère et Belledonne. La commune appartient au canton de Domène et à la communauté de communes du Pays du Grésivaudan (CCPG). La commune est à proximité immédiate de la base de loisirs du Bois Français.

### Climat
Pour des articles plus généraux, voir Climat d'Auvergne-Rhône-Alpes et Climat de l'Isère.
En 2010, le climat de la commune est de type climat des marges montargnardes, selon une étude du Centre national de la recherche scientifique s'appuyant sur une série de données couvrant la période 1971-2000. En 2020, Météo-France publie une typologie des climats de la France métropolitaine dans laquelle la commune est exposée à un climat de montagne ou de marges de montagne et est dans la région climatique Alpes du nord, caractérisée par une pluviométrie annuelle de 1 200 à 1 500 mm, irrégulièrement répartie en été.
Pour la période 1971-2000, la température annuelle moyenne est de 11,8 °C, avec une amplitude thermique annuelle de 20 °C. Le cumul annuel moyen de précipitations est de 1 312 mm, avec 10,1 jours de précipitations en janvier et 7,7 jours en juillet. Pour la période 1991-2020, la température moyenne annuelle observée sur la station météorologique installée sur la commune est de 12,6 °C et le cumul annuel moyen de précipitations est de 981,1 mm,. Pour l'avenir, les paramètres climatiques de la commune estimés pour 2050 selon différents scénarios d'émission de gaz à effet de serre sont consultables sur un site dédié publié par Météo-France en novembre 2022.
| Mois                                  | jan.           | fév.           | mars          | avril         | mai           | juin          | jui.          | août          | sep.          | oct.          | nov.           | déc.           | année      |
| ------------------------------------- | -------------- | -------------- | ------------- | ------------- | ------------- | ------------- | ------------- | ------------- | ------------- | ------------- | -------------- | -------------- | ---------- |
| Température minimale moyenne (°C)     | −1,3           | −0,3           | 2,8           | 6,4           | 10,3          | 14            | 15,3          | 14,9          | 11,7          | 8             | 3              | −0,5           | 7          |
| Température moyenne (°C)              | 2,8            | 4,6            | 8,8           | 12,7          | 16,4          | 20,5          | 21,9          | 21,4          | 17,7          | 13,3          | 7,2            | 3,3            | 12,6       |
| Température maximale moyenne (°C)     | 6,8            | 9,5            | 14,7          | 19,1          | 22,5          | 26,9          | 28,6          | 27,8          | 23,8          | 18,7          | 11,5           | 7,2            | 18,1       |
| Record de froid (°C) date du record   | −16,6 11.01.10 | −12,9 05.02.12 | −8,7 01.03.05 | −3,4 08.04.21 | 0,8 07.05.19  | 3,7 01.06.06  | 7,6 13.07.00  | 7,2 31.08.06  | 2,8 26.09.02  | −3,6 26.10.03 | −10,7 27.11.05 | −14,4 20.12.09 | −16,6 2010 |
| Record de chaleur (°C) date du record | 19,2 08.01.11  | 22,5 07.02.01  | 27,7 24.03.01 | 31,1 28.04.12 | 34,9 24.05.09 | 37,1 28.06.19 | 38,8 31.07.20 | 39,5 13.08.03 | 33,8 10.09.23 | 30,9 26.10.06 | 22,9 14.11.10  | 21,5 07.12.00  | 39,5 2003  |
| Précipitations (mm)                   | 77,1           | 58,9           | 77,8          | 70,7          | 99            | 81,4          | 76,8          | 92,1          | 75,2          | 92,3          | 95,3           | 84,5           | 981,1      |

### Hydrographie
Le principal cours d'eau est l'Isère, rivière longue de 286 km, dont le bassin versant représente 10 800 km2 qui bordele nord ouest du territoire communal.

### Voies de communication et transports
La commune est traversée par l'ancienne route nationale 523, déclassée en RD 523 et qui relie historiquement Grenoble à Montmélian en Savoie par Pontcharra.
L'aérodrome de Grenoble-Le Versoud, équipé d'une piste en dur de 900 mètres et une piste en herbe, est situé sur le territoire de la commune.
La gare ferroviaire la plus proche est la gare de Lancey, située sur le territoire de la commune de Villard-Bonnot, desservie  par des trains TER Auvergne-Rhône-Alpes.

### Lieux-dits et écarts
Le Pruney, le Bourg, Champ Lévrier, l'Etape, Roussillon, le Bois-Français.

## Urbanisme

### Typologie
Au 1er janvier 2024, Le Versoud est catégorisée ceinture urbaine, selon la nouvelle grille communale de densité à sept niveaux définie par l'Insee en 2022.
Elle appartient à l'unité urbaine de Grenoble, une agglomération intra-départementale regroupant 38  communes, dont elle est une commune de la banlieue,,. Par ailleurs la commune fait partie de l'aire d'attraction de Grenoble, dont elle est une commune de la couronne,. Cette aire, qui regroupe 204 communes, est catégorisée dans les aires de 700 000 habitants ou plus (hors Paris),.

### Occupation des sols
L'occupation des sols de la commune, telle qu'elle ressort de la base de données européenne d’occupation biophysique des sols Corine Land Cover (CLC), est marquée par l'importance des territoires agricoles (42,7 % en 2018), en augmentation par rapport à 1990 (38,3 %). La répartition détaillée en 2018 est la suivante :
terres arables (31,9 %), zones urbanisées (23,9 %), forêts (13,5 %), zones industrielles ou commerciales et réseaux de communication (12,9 %), zones agricoles hétérogènes (8,6 %), eaux continentales (6,9 %), prairies (2,2 %). L'évolution de l’occupation des sols de la commune et de ses infrastructures peut être observée sur les différentes représentations cartographiques du territoire : la carte de Cassini (XVIIIe siècle), la carte d'état-major (1820-1866) et les cartes ou photos aériennes de l'IGN pour la période actuelle (1950 à aujourd'hui).

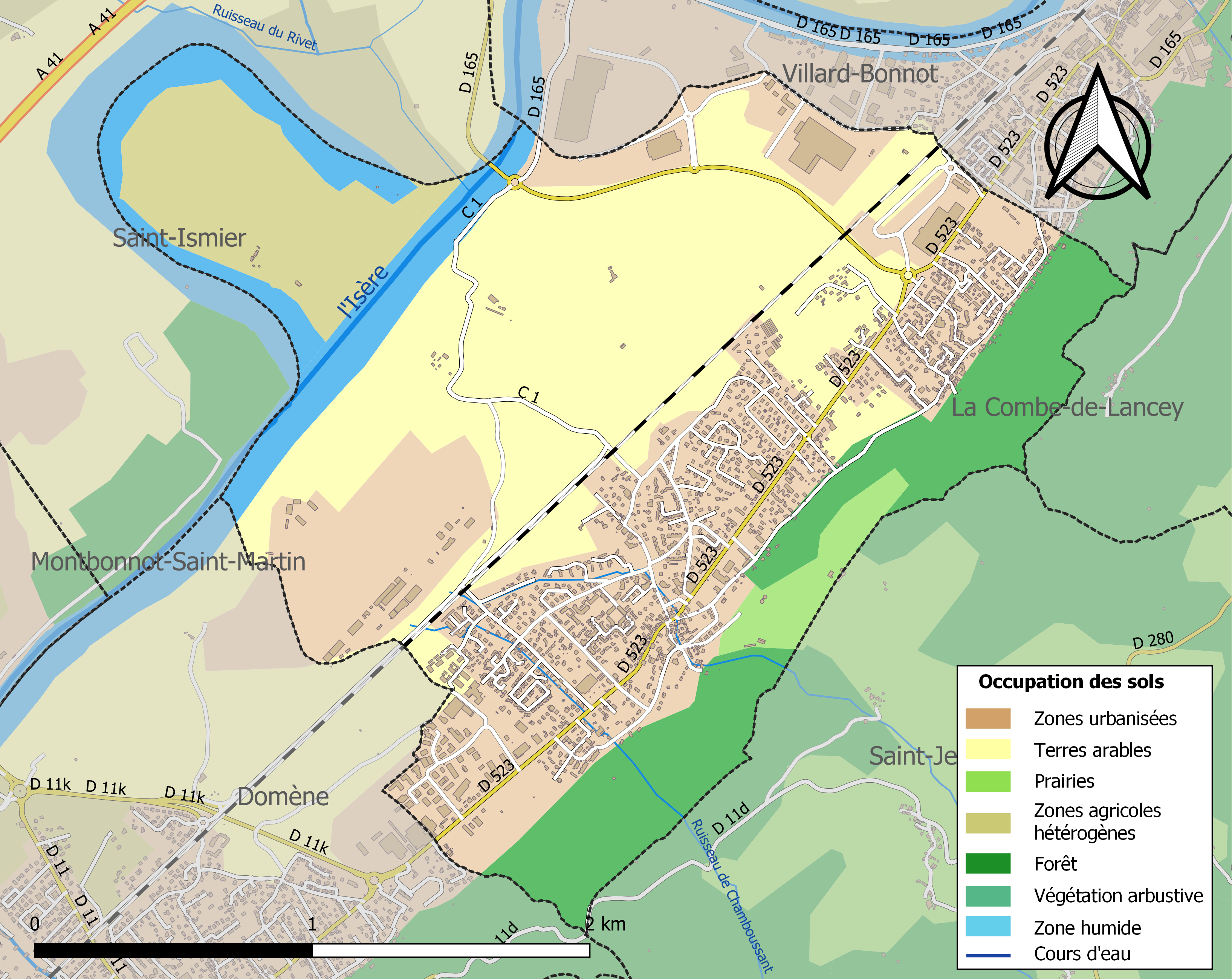
Carte des infrastructures et de l'occupation des sols de la commune en 2018 (CLC).

### Risques naturels et technologiques

#### Risques sismiques
L'ensemble du territoire de la commune du Versoud est situé en zone de sismicité no 4 (sur une échelle de 1 à 5), comme la plupart des communes de son secteur géographique.
| Type de zone | Niveau            | Définitions (bâtiment à risque normal) |
| ------------ | ----------------- | -------------------------------------- |
| Zone 4       | Sismicité moyenne | accélération = 1,6 m/s2                |

## Histoire
Initialement petit village agricole, il a, dès après la Première Guerre mondiale connu un début d'expansion démographique due au développement de l'industrie papetière et alimentée par l'immigration espagnole et italienne. Cette période a connu le premier développement du quartier de Pruney alors fortement tourné vers Lancey (commune voisine de Villard-Bonnot) et ses papeteries.
Les années 1950-1960 ont vu se construire les lotissements de Belle Plaine et Côtes Belles. C'est à partir des années 1970-1980 que Le Versoud a véritablement entamé une urbanisation importante : plusieurs lotissements (Les Iris, Les Jonquilles, Les Oiseaux, Les Tonnelles, La Grande Lance, etc.) et à Pruney la réhabilitation du Camp de Pruney, logements anciens et provisoires... depuis plus de cinquante ans, (actuellement Préfontaines, allée Hector-Berlioz), etc. Au Versoud même, la construction à partir de la fin des années 1980 du quartier du Colombier a transformé la commune.
Après Pré Novel et quelques autres lotissements des années 1990, le développement de l'habitat continue. Le dernier quartier construit est : Le Liliatte (rue du Grésivaudan).

### Tendances politiques et résultats

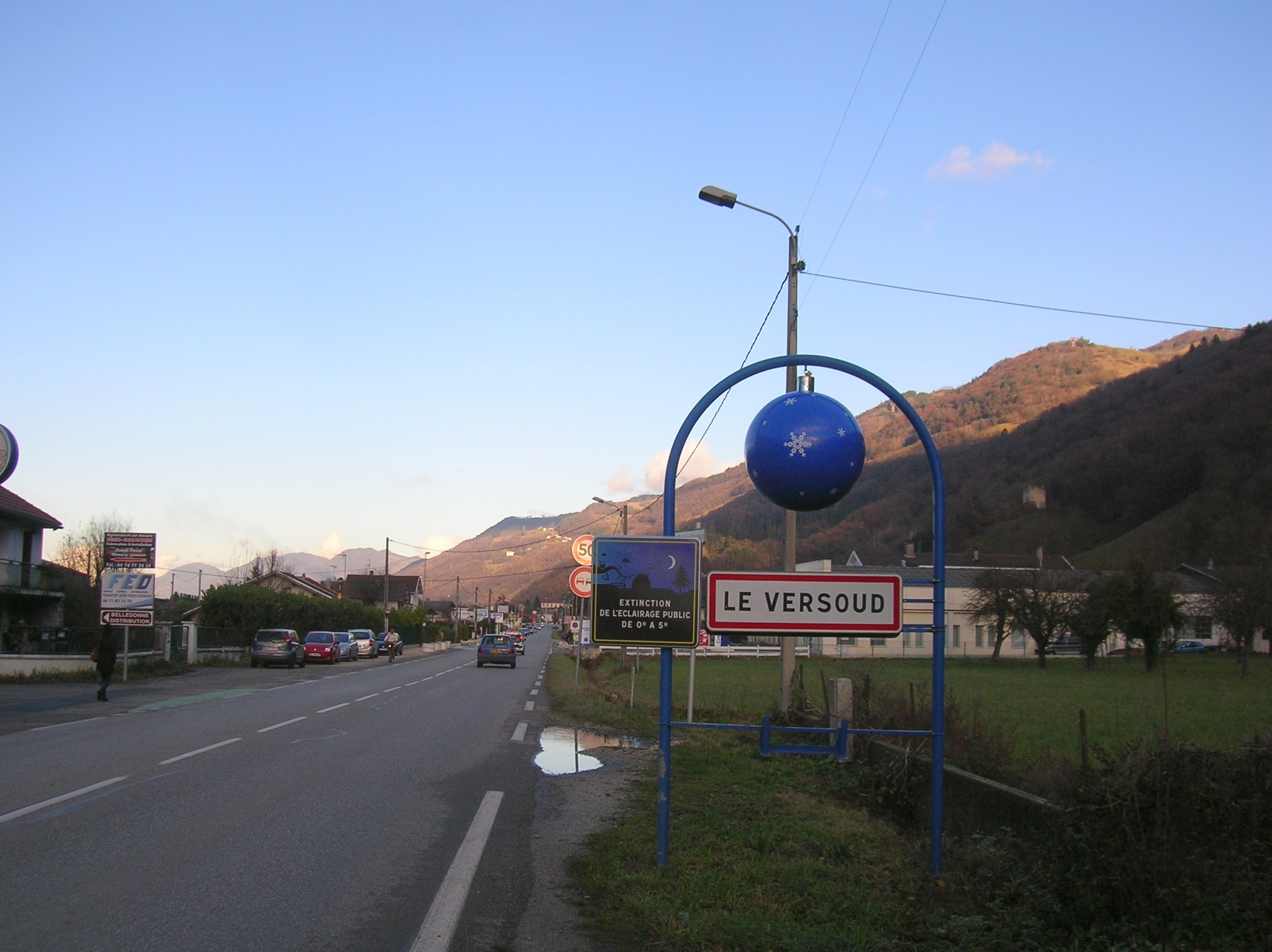
Panneaux à l'entrée du village.

## Politique et administration

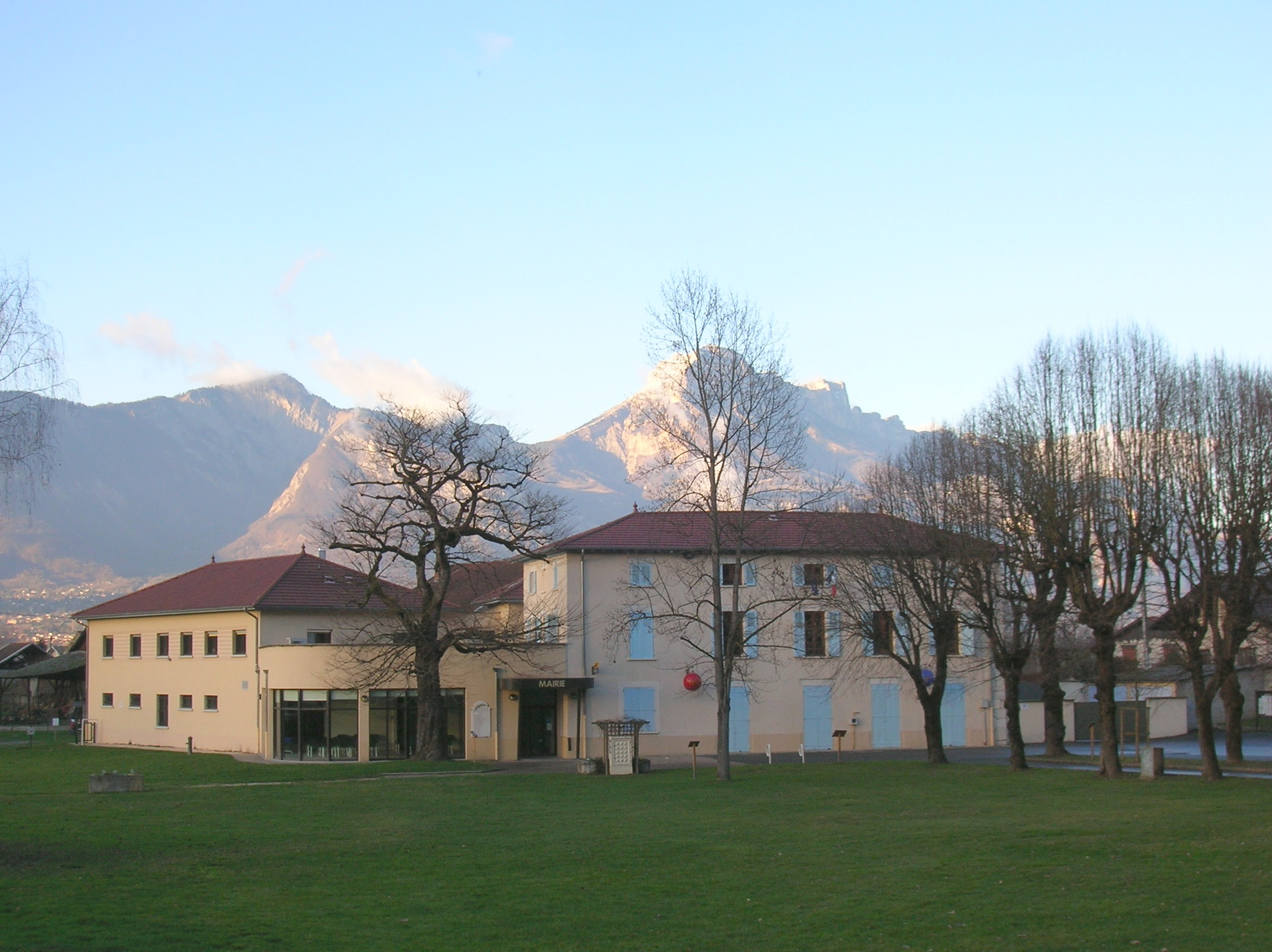
La mairie.

### Liste des maires
| Période                                  | Période   | Identité             | Étiquette | Qualité |
| ---------------------------------------- | --------- | -------------------- | --------- | --- |
| 1790                                     | 1793      | Claude Rolland       |           | Dernier seigneur d'Etape |
| 1793                                     | 1794      | Jean Casset père     |           | Cultivateur |
| 1795                                     | 1800      | Louis Peronnard père |           | Maître cordonnier |
| 1800                                     | 1800      | Pierre Darve         |           | Cultivateur |
| 1801                                     | 1804      | Joseph Blanchet      |           | Intendant général des petites écuries de Louis XVI                                                                                                   |
| 1805                                     | 1807      | Paul Alexis Odru     |           | Propriétaire |
| 1808                                     | 1814      | André Cochat         |           | Cultivateur et gendarme |
| 1815                                     | 1816      | Jean Casset père     |           | Cultivateur |
| 1816                                     | 1817      | Bellion              |           | |
| 1817                                     | 1831      | Cheminade            |           | |
| 1831                                     | 1833      | Jean Casset fils     |           | Maçon |
| 1834                                     | 1841      | Louis Peronnard Fils |           | Cultivateur |
| 1841                                     | 1857      | Jules Mouret         |           | |
| 1857                                     | 1862      | Louis Peronnard fils |           | Cultivateur |
| 1863                                     | 1870      | Jean Soullier        |           | Charpentier |
| 1871                                     | 1877      | Charles Diday        |           | Propriétaire |
| 1878                                     | 1879      | Henri David          |           | |
| 1880                                     | 1883      | Joseph Tournon       |           | Adjoint de Charles Diday |
| 1884                                     | 1908      | Charles Diday        |           | Propriétaire |
| 1908                                     | 1912      | Jacques Diday        |           | Avocat,Fils de Charles Diday |
| 1912                                     | 1918      | Adolphe Blanchet     |           | Avocat, petit-fils de Joseph Blanchet |
| 1919                                     | 1925      | Jacques Diday        |           | Avocat,Fils de Charles Diday |
| 1925                                     | 1929      | Adolphe Blanchet     |           | Avocat |
| 1929                                     | 1933      | Jacques Diday        |           | Avocat,Fils de Charles Diday |
| 1933                                     | 1935      | Joseph Gratier       |           | Cultivateur |
| 1935                                     | 1945      | Lucien Jay           |           | Militaire |
| 1945                                     | 1953      | Wilfrid Coche        |           | Papetier |
| 1953                                     | 1965      | Louis Turel          |           | |
| 1965                                     | juin 1995 | Louis Miguet         | PCF       | Conseiller général du canton de Domène (1976-1982)                                                                                                   |
| juin 1995                                | mars 2001 | Gérard Mollard       | RPR-UDF   | |
| mars 2001                                | mars 2014 | Daniel Charbonnel    | PS        | |
| mars 2014                                | mai 2020  | Patrick Janolin      | PS        | Enseignant |
| mai 2020                                 | En cours  | Christophe Suszylo   | SE        | Expert comptable, commissaire aux comptes Conseiller départemental depuis 2021 Vice Président du département chargé du tourisme et de l’attractivité |
| Les données manquantes sont à compléter. |           |                      |           | |

### Environnement
En raison de ses efforts pour la qualité de son environnement nocturne, la commune a été labellisée « Village une étoile 2015 ». Le label est décerné par l'Association nationale pour la protection du ciel et de l'environnement nocturnes (ANPCEN) et compte 5 échelons. Un panneau, disposé aux entrées du village, indique cette distinction.

## Population et société

### Démographie
L'évolution du nombre d'habitants est connue à travers les recensements de la population effectués dans la commune depuis 1793. Pour les communes de moins de 10 000 habitants, une enquête de recensement portant sur toute la population est réalisée tous les cinq ans, les populations de référence des années intermédiaires étant quant à elles estimées par interpolation ou extrapolation. Pour la commune, le premier recensement exhaustif entrant dans le cadre du nouveau dispositif a été réalisé en 2005.

En 2022, la commune comptait 4 940 habitants, en évolution de +2,98 % par rapport à 2016 (Isère : +3,07 %, France hors Mayotte : +2,11 %).
| 1793 | 1800 | 1806 | 1821 | 1831 | 1836 | 1841 | 1846 | 1851 |
| ---- | ---- | ---- | ---- | ---- | ---- | ---- | ---- | ---- |
| 603  | 387  | 437  | 481  | 529  | 526  | 554  | 534  | 543  |

| 1856 | 1861 | 1866 | 1872 | 1876 | 1881 | 1886 | 1891 | 1896 |
| ---- | ---- | ---- | ---- | ---- | ---- | ---- | ---- | ---- |
| 497  | 498  | 520  | 500  | 457  | 410  | 407  | 383  | 401  |

| 1901 | 1906 | 1911 | 1921 | 1926  | 1931  | 1936  | 1946  | 1954  |
| ---- | ---- | ---- | ---- | ----- | ----- | ----- | ----- | ----- |
| 412  | 401  | 513  | 778  | 1 272 | 1 238 | 1 071 | 1 029 | 1 139 |

| 1962  | 1968  | 1975  | 1982  | 1990  | 1999  | 2005  | 2006  | 2010  |
| ----- | ----- | ----- | ----- | ----- | ----- | ----- | ----- | ----- |
| 1 445 | 1 675 | 1 772 | 2 217 | 2 995 | 3 809 | 4 195 | 4 309 | 4 566 |

| 2015  | 2020  | 2022  | - | - | - | - | - | - |
| ----- | ----- | ----- | - | - | - | - | - | - |
| 4 768 | 4 991 | 4 940 | - | - | - | - | - | - |

### Enseignement
La commune est rattachée à l'académie de Grenoble.

### Activités sportives

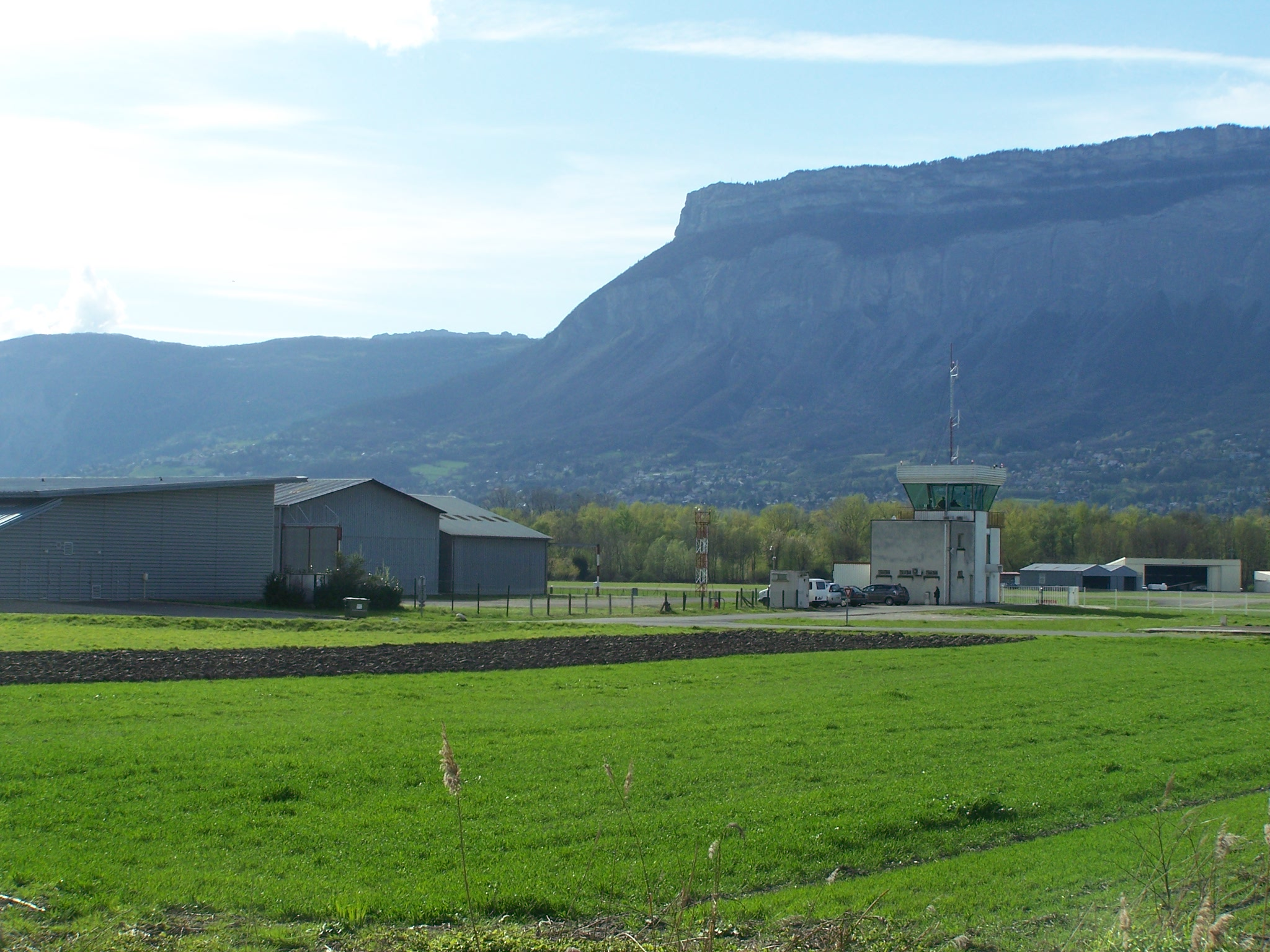
L'Aérodrome de Grenoble - Le Versoud.

Le Versoud dispose de nombreuses associations sportives :
- au niveau football, le FC Versoud (anciennement Union Sportive Versoud Lancey) accueille les enfants, jeunes et adultes.
- l'ASLV Basket avec sa spécificité de ne compter que des équipes féminines.

L'aérodrome de Grenoble - Le Versoud regroupe plusieurs activités (aéroclubs, travail aérien, maintenance, secours et formation).

### Médias
Historiquement, le quotidien à grand tirage Le Dauphiné libéré consacre, chaque jour, y compris le dimanche, dans son édition du Grésivaudan, un ou plusieurs articles à l'actualité de la ville, ainsi que des informations sur les éventuelles manifestations locales, les travaux routiers, et autres événements divers à caractère local.

### Cultes
La communauté catholique et l'église paroissiale (propriété de la commune) dépendent de la paroisse La Croix de Belledonne, elle-même rattachée au diocèse de Grenoble.

## Économie
La commune fait partie de l'aire géographique de production et transformation du « Bois de Chartreuse », la première AOC de la filière Bois en France,.

## Culture locale et patrimoine

### Lieux et monuments

#### Patrimoine civil

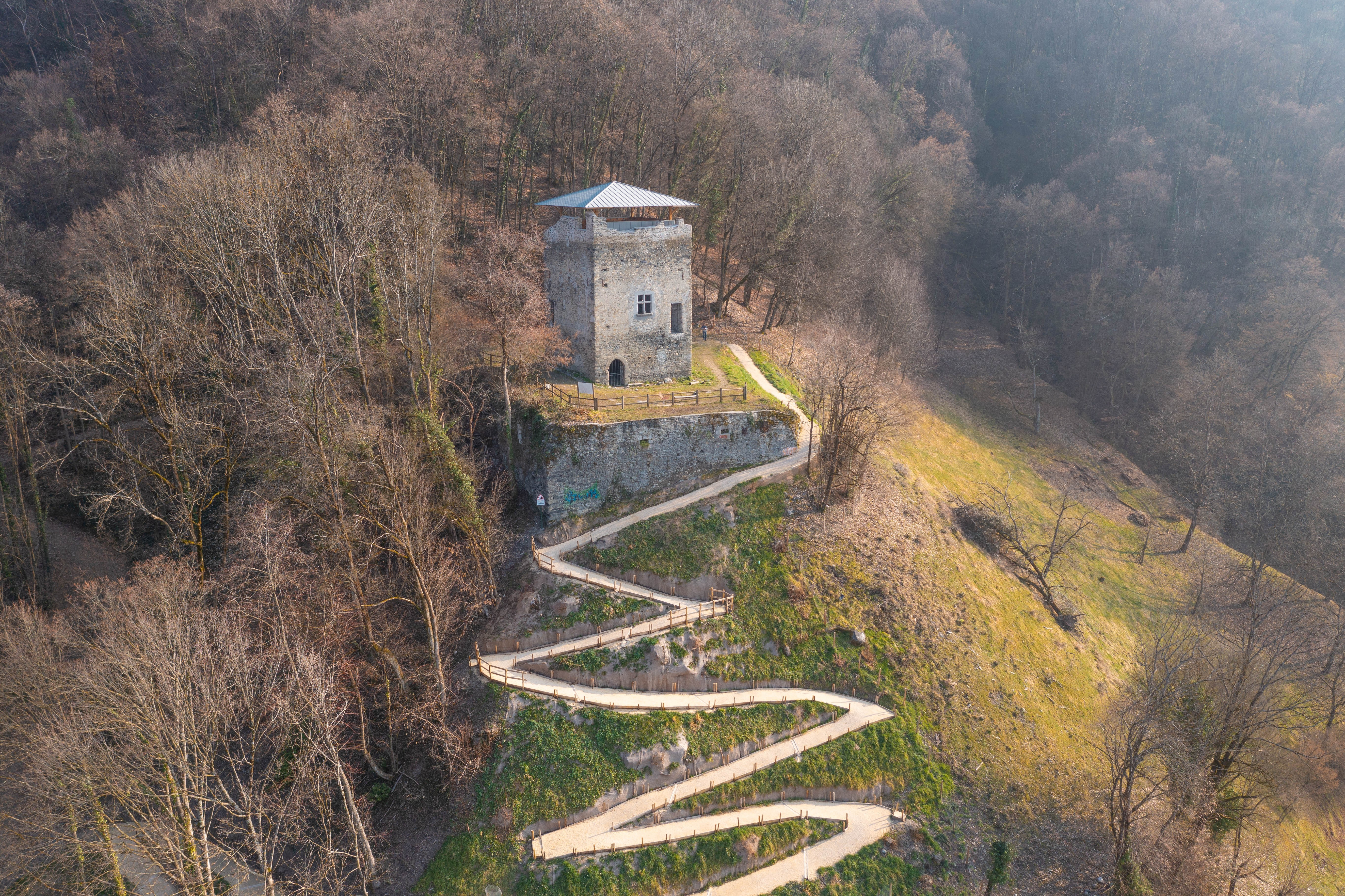
Vue aérienne de la Tour d'Etapes du Versoud 2024

- La tour d'Étapes, située dans les contreforts de Belledonne, est accessible à 15 min à pied du centre-village. C'est en fait une ancienne maison forte. Elle a été récemment restaurée par la commune qui l'a acquise auprès des deux propriétaires précédents et elle est labellisée Patrimoine en Isère en 2019[28].

En 1290, le chevalier Hugues de Commiers prêta hommage à sa suzeraine, Marie comtesse de Genèvois pour sa tour et son fief d'Etape. Les Commiers venaient de la région de Commiers, paroisses de Saint Pierre et Notre-Dame-de-Commiers. Ils possédaient aussi la tour du Couvat à Saint Jean-le-Vieux et celle de Sainte-Agnès. Ils formèrent une puissante dynastie de chevaliers qui se succédèrent jusqu'au XVIe siècle lorsque leurs héritières marièrent des Galbert de Montbonnot. Le dernier seigneur d'Etape fut aussi le premier maire du Versoud sous la Révolution, Roland d'Etape neveu de la veuve de Galbert.
- Le lavoir du Pruney.

#### Patrimoine religieux

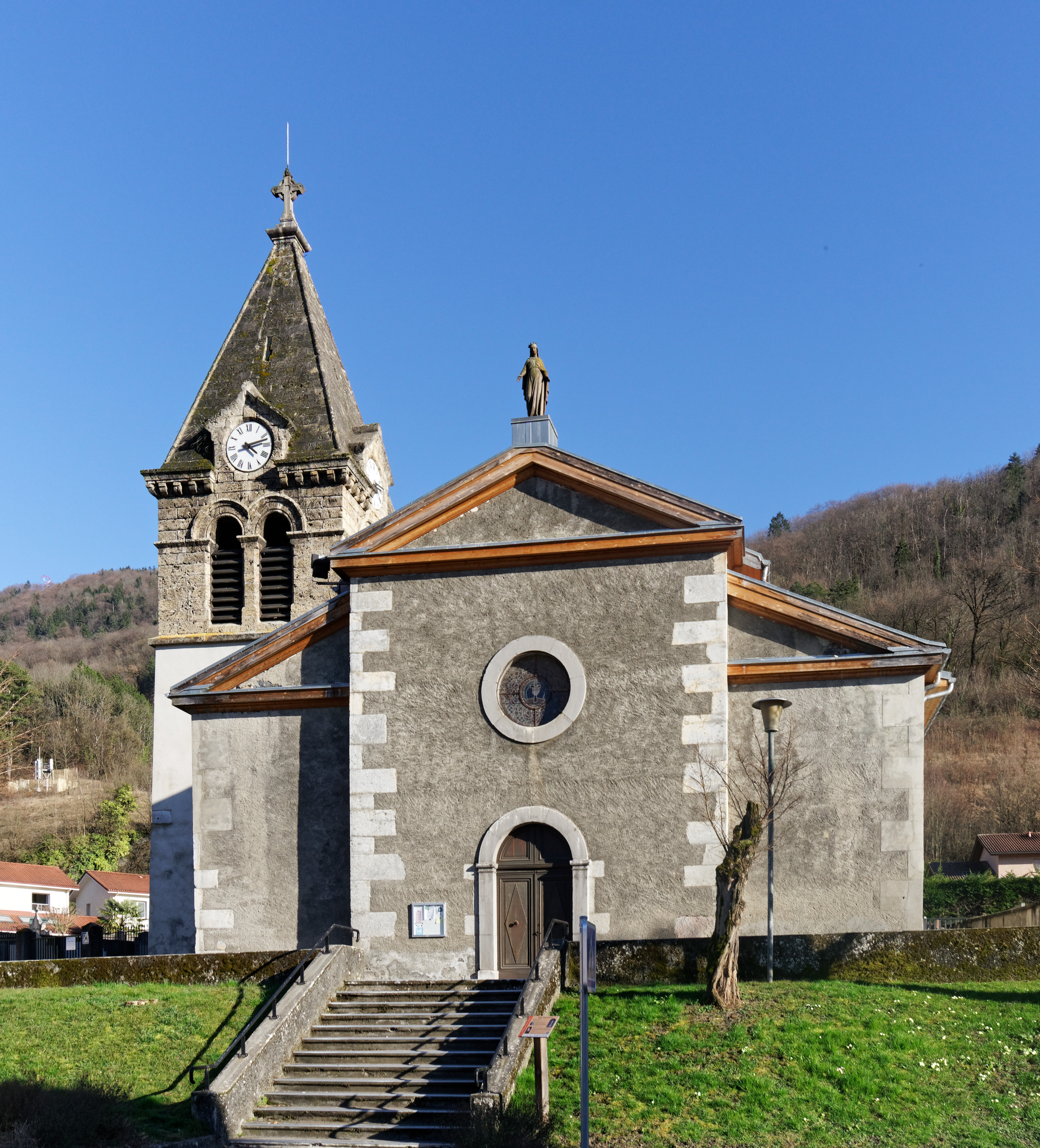
L'église.

- L'église paroissiale actuelle Saint-Laurent du Versoud a été reconstruite en 1840 dans le style néo-classique[réf. nécessaire] ou en style néo-gothique[29]. Elle est mentionnée pour la première fois dans le pouillé de Saint Hugues et dans le cartulaire du prieuré clunisien de Domène aux XIe et XIIes siècles. Cette très ancienne paroisse a fait partie d'un groupe d'églises mentionnées dans la formule du pape Simplice au Ve siècle. Au chœur est conservé un tableau du Christ apparaissant à Marie Madeleine par Alexandre Debelle.
- L'oratoire de la Masse, restauré, se trouve à la limite de la commune avec Domène.

### Patrimoine culturel
- Médiathèque municipale George-Sand

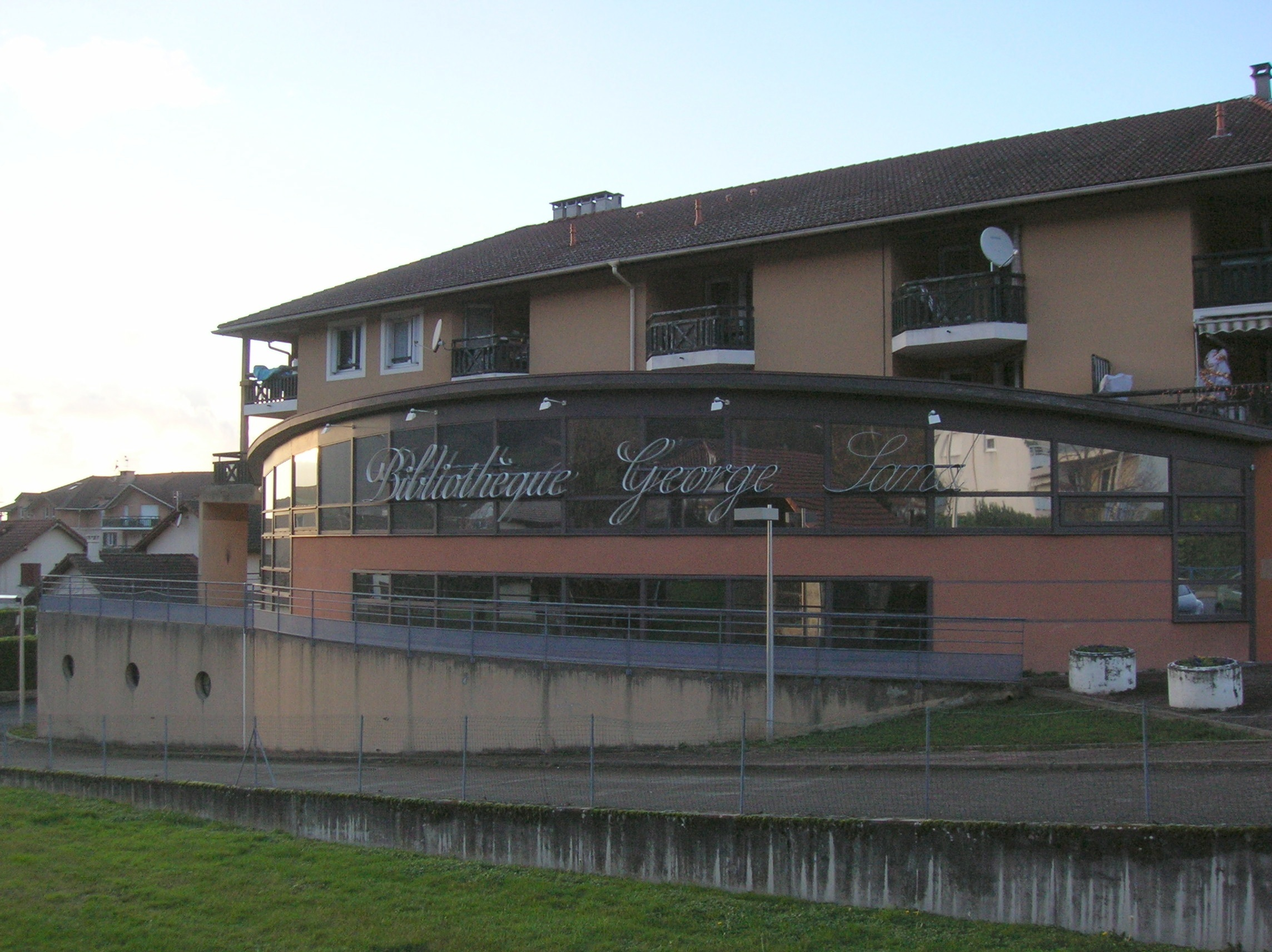
La bibliothèque.
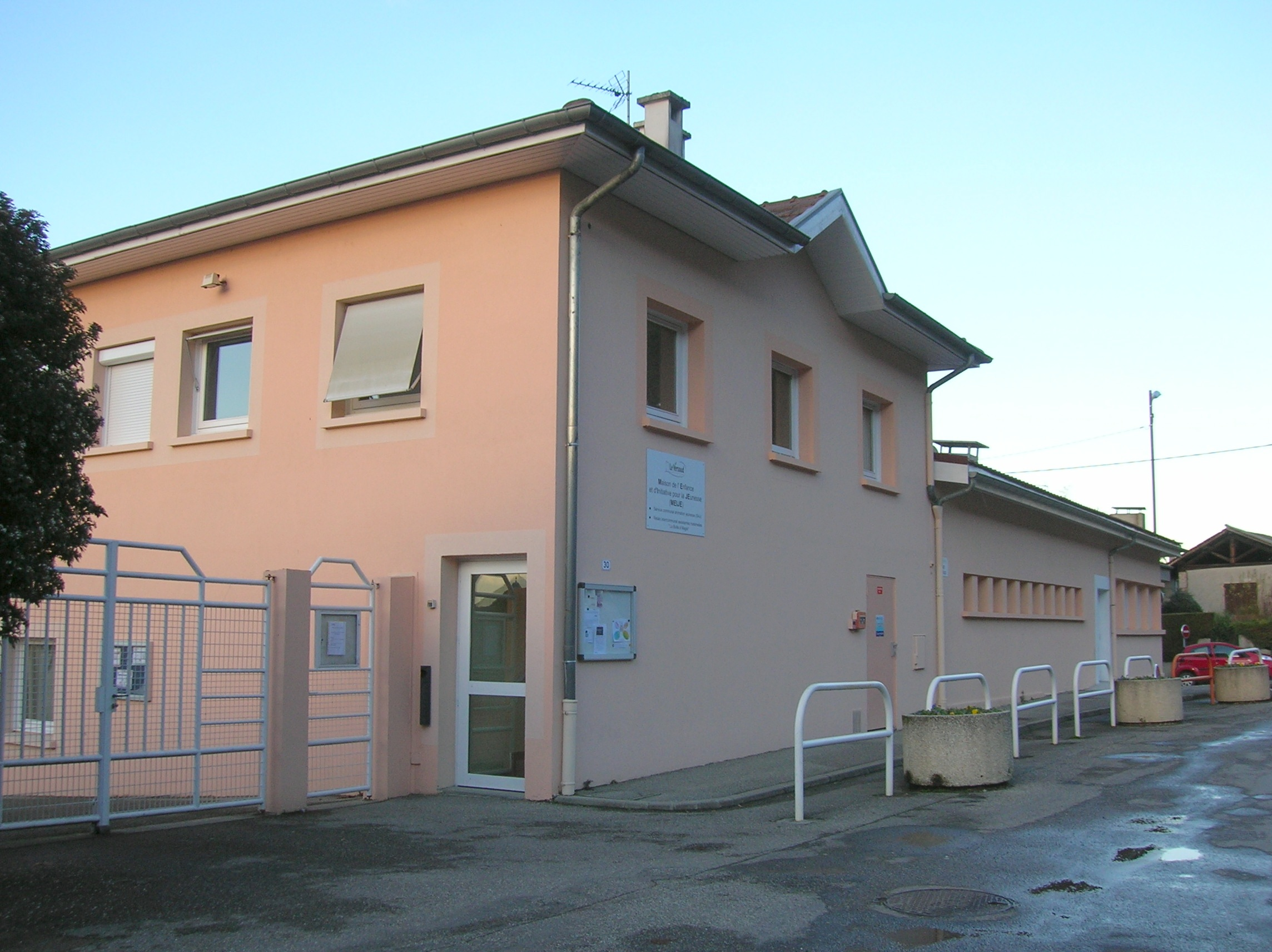
MEIJE (Maison de l'Enfance et d'Initiative pour la Jeunesse).
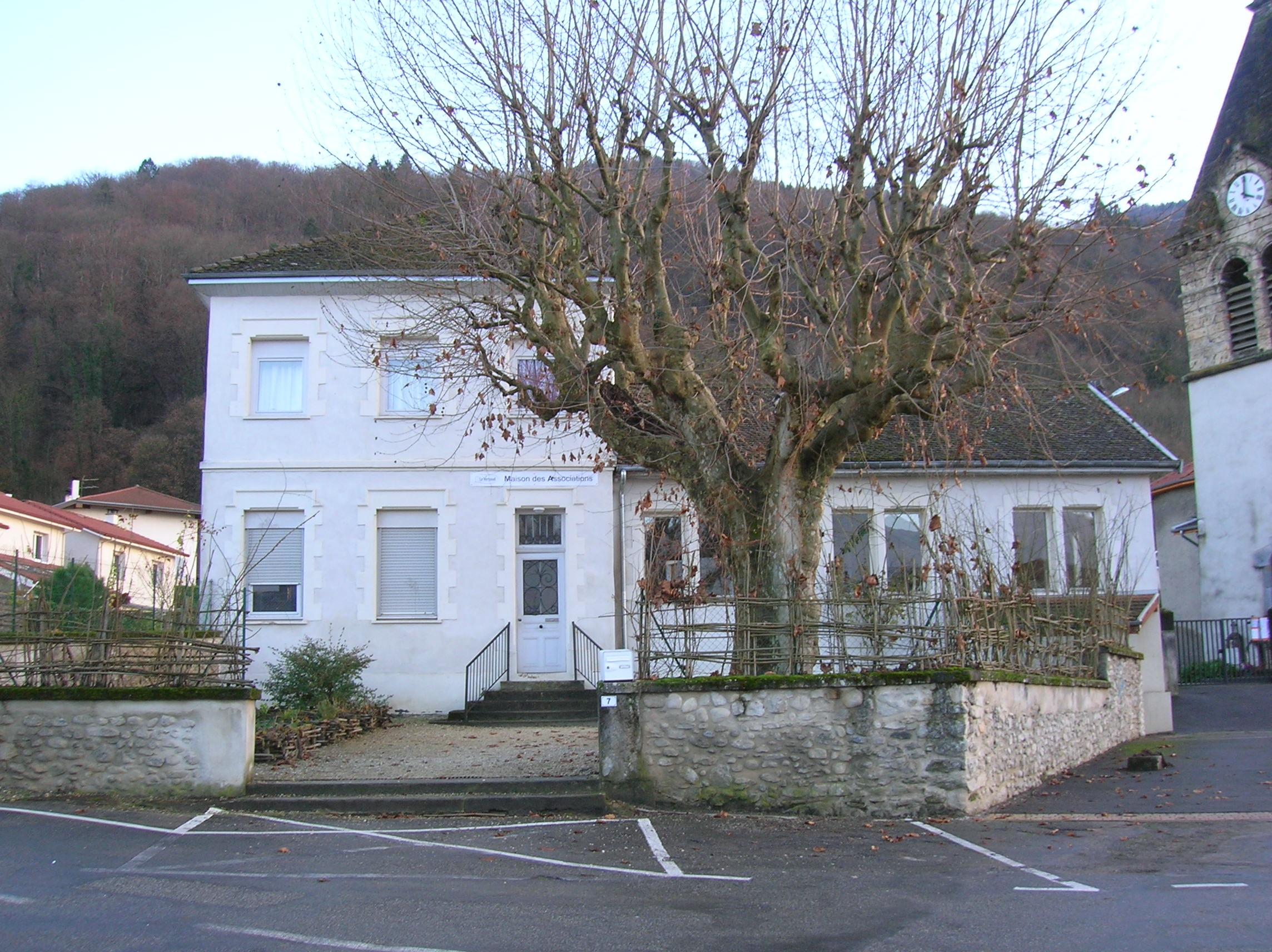
La Maison des Associations.

### Patrimoine naturel

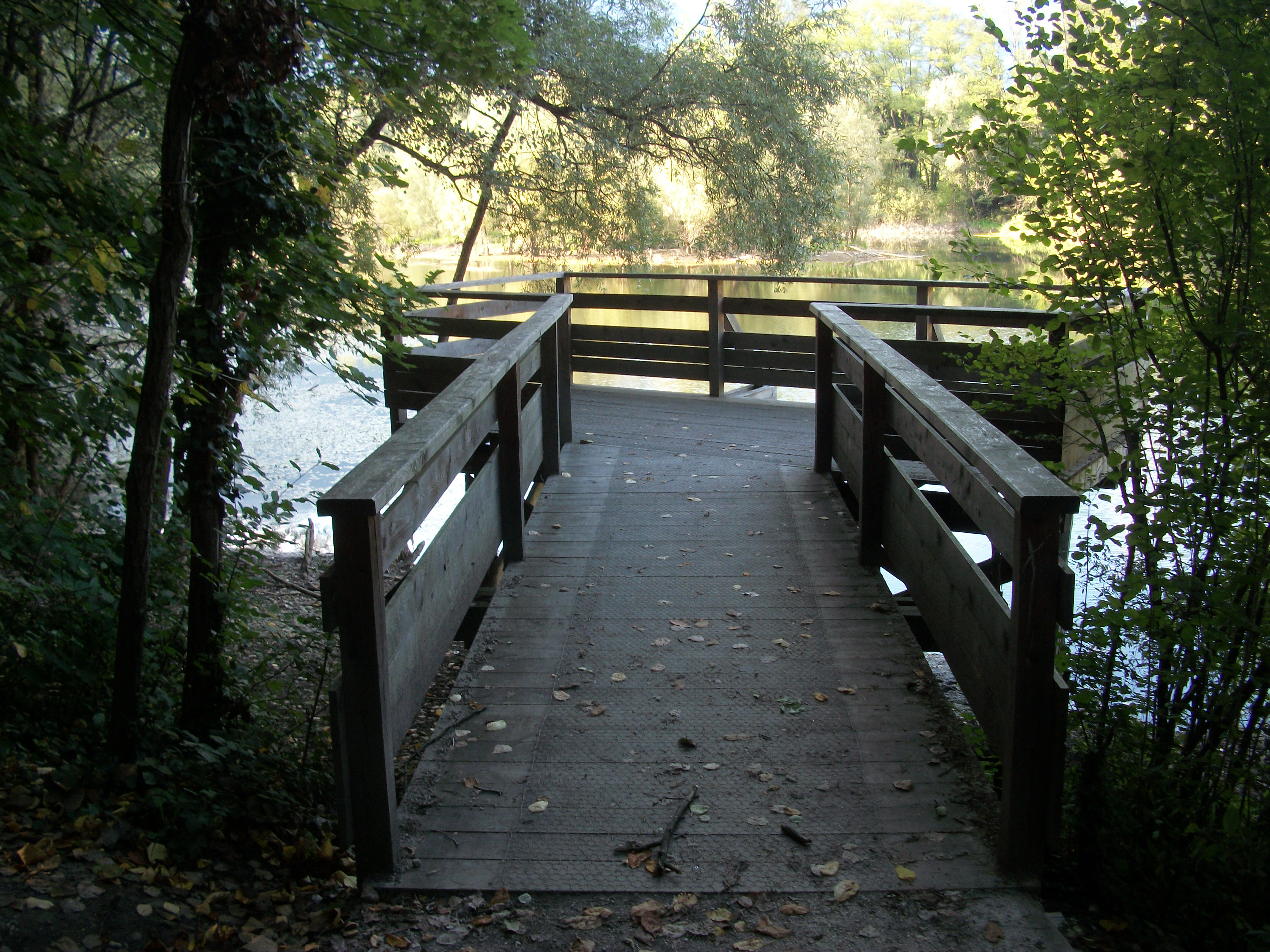
Le ponton au ENS de la Bâtie.

- Espace naturel sensible du Bois de la Bâtie[30]
- Base de loisirs du Bois Français

### Personnalités liées à la commune
Le Versoud a accueilli, au cours de son exil, le révolutionnaire Léon Trotski. Il séjourna en effet dans le manoir situé à la limite de la commune avec Domène. On ne connaît pas la date précise de cet évènement mais on peut le situer entre juillet 1933 et juin 1935.

### Héraldique
|  | Le Versoud possède des armoiries dont l'origine et le blasonnement exact ne sont pas disponibles. |